# John Cameron of Lochiel

Wappen von Cameron of Lochiel

John Cameron of Lochiel genannt „Old Lochiel“, Lord Lochiel (* 1663 in Achnacarry, Schottland; † 1747 in Nieuport, Französisch-Flandern) war ein schottischer Jakobit und der 18. Chief von Clan Cameron. Er war der Vater vieler prominenter jakobitischer Persönlichkeiten. Eine dieser war Donald Cameron of Lochiel, bekannt als Gentle Lochiel, der eine wichtige Rolle im 1745 Jacobite Rising spielte. Zudem war er Heerführer bei der Schlacht von Glen Shiel.

## Leben
John Cameron war der älteste Sohn von Sir Ewen Cameron of Lochiel und seiner zweiten Ehefrau Isobel Maclean, Tochter von Sir Lachlan Maclean, 1st Baronet. Sein Vater war einer der ersten, die dem Glencairn-Aufstand an der Seite von King Charles II beitrat, wodurch er durch in 1618 zum Ritter geschlagen wurde. Er kämpfte an der Seite seines Vaters bei der Schlacht von Killiecrankie 1689.
Als Chief seines Clans trat Cameron den Streitkräften des Earl of Mar während des Jakobitenaufstandes 1715 bei. Bei der Schlacht von Sheriffmuir zeigte er eine unfähige militärische Führung, die zur Niederlage der Camerons führte. Er wurde verhaftet und nach Frankreich ins Exil gezwungen, aber dennoch wurde er am 27. Januar 1717 zum Lord of Parliament in den Jakobitischen Adel durch den alten Prätendent James III and VIII erhoben. Er erhielt dadurch den Titel Lord Lochiel. Dieser wurde allerdings von seinen Nachfahren nicht weiter benutzt.
Während des Aufstandes von 1719 kämpfte Cameron bei Glenshiel und ging nach einer Niederlang endgültig ins Exil. Er wurde bekannt als „Old Lochiel“ und bekam eine erhebliche Pension von König James. Er lebte verschwenderisch in Paris. Dennoch lebte er später in weniger kostspieligen Häusern in Boulogne mit seinem Cousin Sir Hector Maclean, chief-in-exile von Clan Maclean. 1725 schrieb der englische Kommandeur der englischen Truppen in Schottland George Wade an John Cameron in einem Brief datiert auf den 1. September dieses Jahres, dass er die Waffen seines Clans an die Regierung übergeben sollte. Dies geschah aufgrund der Tatsache, dass General Wade damit betraut war, die Highlands zu befrieden. Damit wollte man verhindern, dass sie die Jakobitenaufstände von 1715 und 1719 nicht wiederholten. Der Clanchief solle die Waffen in Fort William an die Regierungstruppen übergeben. Old Lochiel starb in Nieuport, Französisch-Flandern in 1747. Ob er am Aufstand von 1745 teilnahm oder nicht, ist ungewiss. Es ist dennoch unwahrscheinlich, da er zu diesem Zeitpunkt etwa 80 Jahre alt gewesen wäre.
Cameron heiratete Isobel Campbell, die Tochter von Sir Alexander Campbell, 6th of Lochnell und Margaret Stewart. Sein ältester Sohn und Erbe war Donald Cameron of Lochiel (1695–1748). Dieser hatte eine wichtige Rolle im Jakobineraufstand von 1745. Seine anderen Söhne waren John Cameron, 1st of Fassiefern (1698–1785), Alexander Cameron (1701–1746), ein Höfling der Jakobiner und katholischer Konvertit, und Archibald Cameron (1707–1753), der Leibarzt von Prinz Charles, der 1753 als letzter Jakobit wegen Hochverrats hingerichtet wurde.